# Margaretha Meijboom
Margaretha Anna Sophia Meijboom (Amsterdam, 29 juli 1856 - Voorburg, 26 september 1927) was een sociaal werkster, feministe en vertaalster van Scandinavische literatuur. Haar achternaam wordt ook als Meyboom gespeld. De Nederlandse lezer leerde via haar vertalingen de Scandinavische schrijvers Henrik Ibsen, Bjørnstjerne Bjørnson en Selma Lagerlöf kennen. Zij verzette zich tegen het idee dat de vrouw als huisvrouw was voorbestemd. Meijboom zocht naar mogelijkheden om vrouwen economisch zelfstandig te maken. Daartoe stichtte zij verschillende coöperatieve organisaties.
Ze beschouwde zichzelf niet als een socialist, communist of feminist; ze vond zich vooral een pacifist, en minder principieel.

## Scandinavische talen
Margreet werd geboren aan de Oudezijds Achterburgwal K47 in Amsterdam. Zij was de tweede dochter in een gezin van vijf jongens en drie meisjes. Haar moeder was Anjes H.F. Tydeman; haar vader, Louis Suson Pedro Meyboom, was in Amsterdam vrijzinnig predikant in de Nederlandse Hervormde Kerk. Van hem had zij haar sociale belangstelling. Ze kreeg onderwijs op een particuliere meisjesschool en gaf op de zondagsschool van haar vader les in lezen en schrijven. Door haar vader leerde zij ook de Scandinavische literatuur kennen, en op 17-jarige leeftijd leerde ze zichzelf de Deense taal. Haar vader overleed in 1874, en in 1881 verhuisde het gezin naar Den Haag. Ook daar vond zij werk in een zondagsschool.
In 1890 reisde Meyboom naar Kopenhagen. Zij volgde daar lessen bij de taalkundige Otto Jespersen, en werd beëdigd vertaalster Deens en Noors. In Kopenhagen leerde ze verschillende sociale vernieuwingen kennen, zoals bijvoorbeeld een openbare bibliotheek. In Vesterbro, een wijk van Kopenhagen, maakte zij voor het eerst kennis met een coöperatieve huishouding. Na haar terugkeer in Nederland gaf ze hier lezingen en schreef erover. Tot 1898 woonde ze in bij het gezin van haar halfbroer, de hoogleraar Hajo Uden Meyboom in Groningen.
In die tijd gaf ze lezingen in in binnen- en buitenland. In 1894 werd zij bestuurslid van het Haags Damesleesmuseum. Samen met Claudine Bienfait, eveneens vertaalster van Scandinavische literatuur, zorgde zij ervoor dat naast literatuur ook publicaties over sociale aangelegenheden werden aangeschaft.
Begin jaren negentig schreef Meijboom enkele opzienbarende artikelen over vrouwen en huishoudelijk werk in het Sociaal Weekblad en in haar bundel Vrouwenwerk. Meijboom nam krachtig stelling in de discussie rond de publicatie van de feministische tendensroman Hilda van Suylenburg van Cécile de Jong van Beek en Donk (1897).
In 1897 ontmoette Meijboom de Zweedse schrijfster Selma Lagerlöf. Naast het werk van Lagerlöf (onder meer het bekende kinderverhaal Nils Holgerssons wonderbare reis) vertaalde ze werk van de Scandinavische schrijvers Henrik Ibsen, Knut Hamsun en Bjørnstjerne Bjørnson. Uit het Engels vertaalde ze op latere leeftijd Het innerlijk leven en andere titels van de grondlegger van de Soefibeweging, Hazrat Inayat Khan.

## Den Haag
In 1898 kwam Meijboom naar Den Haag en trok in bij Clara Bokkes (1866-1934), de vroegere gezelschapsdame van haar moeder. Meijboom was betrokken bij de organisatie van de Nationale Tentoonstelling van Vrouwenarbeid die in Den Haag werd gehouden. Ze sprak er op het Onderwijscongres. Daar ontstond ook het plan voor de oprichting van de Coöperatieve Vereeniging 'De Wekker'. Een textielbedrijfje met dezelfde naam aan de Zeestraat 31 in Den Haag werd in 1901 veranderd in een coöperatie, waar alle arbeidsters een vast loon, een aandeel in de winst en een pensioen zouden verdienen. Meijboom werd president van de Raad van Beheer. De Wekker produceerde en verkocht voorwerpen van kunstnijverheid, kleine meubels en bovenal reformkleding, los zittende kleding als vervanging van het strakke korset. In 1906 werd een bescheiden winst gemaakt en op het hoogtepunt werkten er ongeveer zestig vrouwen.
Margaretha Meijboom was van 1902 tot 1904 redactrice van het weekblad Lente, en ze startte in 1904 het blad Scandia. Na het verdwijnen van beide bladen startte ze het maandblad Scandinavië-Nederland.
Meijboom was zestien jaar secretaris van de in 1900 opgerichte Nederlandse Coöperatieve Vrouwenbond, en schreef over vrouwen en jeugd in het verenigingsblad De Coöperator. Ze stond aan de voet van de Broederschapsfederatie (1918), een federatie voor theosofen, spiritisten, esperantisten, geheelonthouders, vegetariërs en Rein Levenden. Dat bracht haar in contact met de opvoedkundige Kees Boeke en de revolutionaire socialist Jacq Engels, voor wie ze een zwak had en die ze uitnodigde op Westerbro te komen wonen. Ze werd ook bestuurslid van het in 1924 te Gent opgerichte  Internationaal Coöperatieve Vrouwengilde.

## Westerbro

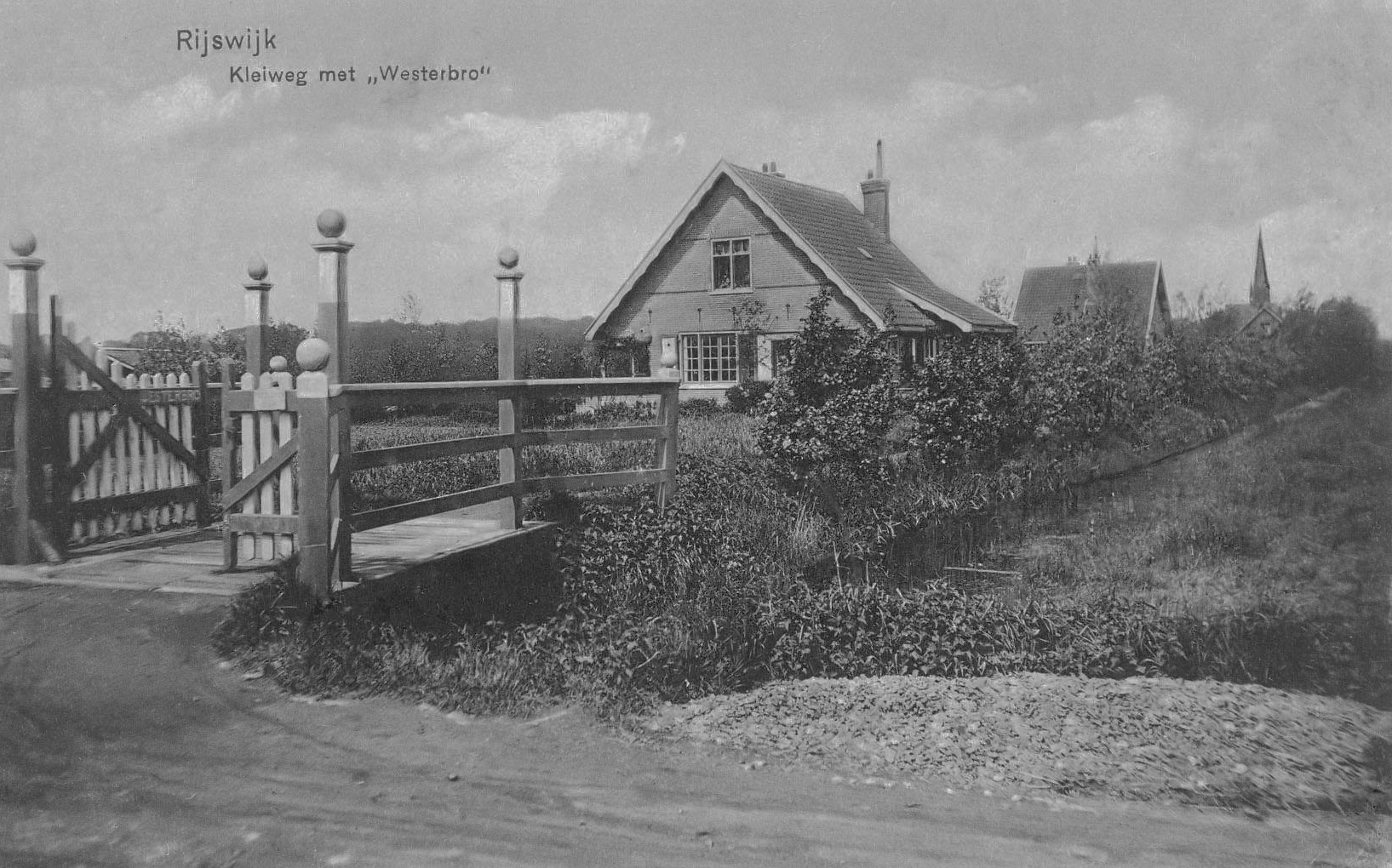
Commune Westerbro in Rijswijk, gesticht door Margaretha Meijboom en Clara en Antonia Bokkes in 1904

De reactie op de algemene werkstaking van 1903 bracht Meijboom  tot de conclusie dat de samenleving op andere grondslagen moest worden gebouwd.
In 1903 richtte Meijboom samen met Clara en Antonia Bokkes daarom de Coöperatieve Huishoudvereeniging Westerbro op. De naam van de commune was afkomstig van Vesterbro, destijds een voorstad van Kopenhagen. Meijboom had door haar grote waardering voor de schrijver en Nobelprijswinnaar Björnstjerne Björnson veel interesse voor de Scandinavische landen gekregen en was vooral gecharmeerd van de Deense samenleving. Op anderhalve hectare grond in Rijswijk werd in 1904 een door Theo Rueter ontworpen commune gebouwd. De commune bestond uit vier huisjes: een bakkerij, een tuinderij, een keuken, een imkerij, een naaiatelier en een rusthuis voor zieken. De commune was idealistisch, maar economisch niet erg succesvol. Het rusthuis had meer succes. Er werden kamers verhuurd aan gelijkgezinden zoals Bart de Ligt en het SDAP-lid en de latere minister Hein Vos. Maar ook ongehuwde moeders en de kunstenaars Johan Briedé en Vilmos Huszár woonden er. De gasten moesten zich wel houden aan  de democratische leefregels, en zowel de gasten op stand als het gewone volk moesten met elkaar de maaltijd gebruiken. Meijboom organiseerde wekelijks discussieavonden over maatschappelijke onderwerpen. Voor de Rijswijkse kinderen organiseerde zij jaarlijks een Kerstfeest. Volgens Frederik van Eeden, met wie Meijboom jarenlang correspondeerde, was onder andere "de beschavende invloed van een hoogstaande vrouw" de oorzaak van het succes van  Westerbro. Maar economisch was de commune geen succes en Meijboom leende daarom steeds geld van haar broers Louis en Hajo.

De huisjes zijn tot in de vijftiger jaren blijven bestaan, totdat zij moesten worden gesloopt wegens de staduitbreiding van Rijswijk.

## Overlijden
In september 1924 verhuisden Meijboom en Clara Bokkes vanwege Bokkes slechte gezondheid naar Voorburg, waar ze een woongemeenschap Nieuw Westerbro wilden stichten. Meijboom overleed drie jaar later. Ze werd begraven op het kerkhof van Rijswijk tegenover de commune en op haar graf werd door de Broederschapsfederatie en de Coöperatieve Vrouwenbond een eikenhouten monument geplaatst met de tekst: "Haar geest werd de sleutel, die oude harten ontsloot voor een nieuwe wereldgedachte".
Na haar overlijden verscheen een boekje met de titel In herinnering aan Margaretha Meyboom. Door haar vrienden, samengesteld door Claudine Bienfait en met een inleiding van haar zus (1928). De band werd ontworpen door de kunstenaar Johan Briedé. In 1929 verhuisde Bokkes naar Soest. Mogelijk was dit ook het einde van Westerbro.
Het Internationaal Instituut voor Sociale Geschiedenis beheert een archief van Margaretha Meyboom.

## Publicaties
- Oude wijn in nieuwe vaten (1885)
- In het klooster (1890)
- Judas. Eene passiegeschiedenis. Vert. van Tor Hedberg (1894)
- Vrouwenwerk. Schetsen (1896)
- Handleiding bij het zelfonderricht van 't Deensch (Noorsch) (1896)
- De moderne Noorsche literatuur. Vert. van Björnstjerne Björnson
- De vrouwenbeweging in Nederland en 'Hilda van Suylenburg' (1898)
- Judith Fürste en andere verhalen. Vert. van Adda Ravnkilde (1899)
- Open brief aan Anna de Savornin Lohman naar aanleiding van haar brochure 'De liefde in de vrouwenkwestie' (1899)
- Ingrid. Naar het Zweedsch van Selma Lagerlöf (1900)
- De geschiedenis van 'De Wekker'  (1901)
- De koninginnen van Kungahälla. Naar het Zweedsch van Selma Lagerlöf (1901)
- Mijn kleine jongen. Vert. van: Min lille Dreng (1899), naar het Deensch van Carl Ewald (1902)
- De vredevorst van Carit Etlar (1902)
- Jerusalem. I: In Dalecarlië. Naar het Zweedsch van Selma Lagerlöf (1902-1903)
- Jerusalem. II: In het heilige land. Naar het Zweedsch van Selma Lagerlöf (1906)
- Onzichtbare ketenen. Naar het Zweedsch van Selma Lagerlöf (1903)
- Christuslegenden. Naar het Zweedsch van Selma Lagerlöf (1904)
- De schat van Heer Arne. Vertaling van: Herr Arnes penningar van Selma Lagerlöf, 1904 (1904)
- Zestien jaar Naar het Deensch van Karl Larsen (1905)
- Elsa. Naar het Zweedsch van Selma Lagerlöf (1905)
- Gösta Berling. Vert. van: Gösta Berlings saga (1891). Naar het Zweedsch van Selma Lagerlöf (1905)
- Levensgeheimen. Verhalen naar het Zweedsch van Selma Lagerlöf (1905)
- De verloren vader. Naar het Noorsch van Arne Garborg (1905)
- Een poppenhuis. (Nora). Een tooneelspel in drie bedrijven. Van Henrik Ibsen. Vert. uit het Noorsch (1906)
- Boven menschelijke kracht. Een spel in twee deelen van Björnstjerne Björnson. Vert. uit het Noorsch (1906)
- Oud en nieuw. Naar het Zweedsch van Selma Lagerlöf (1907)
- Vergif. Een roman van Alexander Kjelland. Uit het Noorsch vert. (1907)
- Leercursus Deensch met spreekoefeningen in geluidschrift (1907)
- Verkocht van E. Schöyen. Vert. uit het Noorsch (1908)
- Fortuna. Een roman van Alexander Kjelland. Uit het Noorsch vert. (1908)
- Een vijand van 't volk. Tooneelspel in 5 bedrijven van Henrik Ibsen, vert. uit het Noorsch (1908)
- Een tuinschool. Een voorstel tot radicale schoolhervorming van John Bökelund. Uit het Deensch vert. (1909)
- Jonas Lie. In: Mannen en vrouwen van beteekenis in onze dagen; dl. 39, afl. 6 (1909)
- Henrik Ibsen en het huwelijk (1909)
- De ideale koopman voorheen en thans (1910)
- Volksbibliotheken in Noorwegen. Vlugschriften der vereeniging voor openbare leeszalen in Nederland; 2 (1910)
- Herinneringen van Selma Lagerlöf. Naar het Zweeds vert. (1910)
- Mededingers naar de kroon. Historisch romantisch tooneelspel in vijf bedrijven. Vert. van: Kongsemnerne van Henrik Ibsen. Uit het Noorsch vert. (1910)
- Björnstjerne Björnson. In: Mannen en vrouwen van beteekenis in onze dagen; dl. 41, afl. 7 (1911)
- Skandinavische literatuur in Nederland (1911)
- Niels Holgersson's wonderbare reis. Eerste deel; Tweede deel. Vert. van: Nils Holgerssons underbara resa genom Sverige van Selma Lagerlöf, 1906-1907 (1911)
- Het huis van Liljecrona. Vert. van: Liljecronas hem van Selma Lagerlöf (1911)
- Bjerg Eivind en zijn vrouw. Tooneelspel in vier bedrijven. Vert. van: Fjalla-Eyvindur. Reykjavik, Prentsmiǒjan Gutenberg, 1912. Vert. uit het IJslandsch (1913)
- De voerman. Vert. van: Körkalen van Selma Lagerlöf (1913)
- Dramatische werken. Vert. van: De nygifte, 1865; Leonarda, 1879; En hanske, 1883 van Bjørnstjerne Bjørnson. Bevat: Drie spelen van recht: De jonggehuwden; Leonarda; Een handschoen (1914)
- Kinderbijbel. Vert. van: Bibelske historier fortalte for børn van Morten Pontoppidan, 1909. Naar het Deensch vert. (1915)
- De keizer van Portugal. Vert. van: Kejsarn av Portugalien, 1914. naar het Zweedsch van Selma Lagerlöf (1915)
- De verbruiksvereeniging als vriendin en hulp der huismoeder. Vert. van F. Schweitzer (1916)
- Machten en menschen. Vert. van: Troll och människor. Verhalen naar het Zweedsch van Selma Lagerlöf. Bevat o.a.: 1. De ontmoeting der monarchen; 2. De dienende geest; 3. 't Water uit het kerkmeer (1916)
- Hoe het groeide. Vert. van Markens grøde van Knut Hamsun, 1917 ; Uuit het Noorsch vert. (1917)
- Zenuwgezondheid. Een boek over onze zenuwen van Frode Sadolin. Geautor. vert. naar de vierde uitg., uit het Deensch (1918)
- Selma Lagerlöf In: Scandinavische bibliotheek; 5 (1919)
- De Banneling. Vertaling van: Bannlyst, naar het Zweedsch van Selma Lagerlöf, 1918 (1919)
- Bij tante Hanna. 5 delen (ca. 1920)
- Hoe het groeide. Roman in twee deelen. Vert. van: Markens grøde van Knut Hamsun, 1917. Uit het Noorsch vert. (1921)
- Mårbacka. Vert. van: Mårbacka van Selma Lagerlöf, 1922.Naar het Zweedsch (1923)
- De boodschap en de boodschapper. Opgeteekende lezingen van Inayat Khan (1923)
- Het innerlijk leven van Soefi Inayat Khan. Uit het Engelsch vert.
- Van en over liefde (1923)
- In het land der levenden. Roman in drie deelen. Naar het Deensch van Harry Söiberg (1925)
- De groote betoovering. Vert. van: Löwensköldska ringen, naar het Zweedsch van Selma Lagerlöf (1925)
- Charlotte Löwensköld. Vert. van: Charlotte Löwensköld naar het Zweedsch van Selma Lagerlöf, 1925 (1926)
- Tonen van de ongespeelde muziek uit de Gayan van Inayat Khan. Uit het Engelsch vert. (1926)
- De zeekoning. Vert. van: Søkongen, naar het Deensch van Harry Söiberg (1927)
- Karr en Grauwvel van Selma Lagerlöf. Vert. uit het Zweeds (1952)

- Bibsys: 2069023
- Biografisch Portaal: 75315717
- Digitale Bibliotheek voor de Nederlandse Letteren: meij004
- International Standard Name Identifier: 0000 0000 5474 0750
- Nederlandse Thesaurus van Auteursnamen: 069032084
- LIBRIS: 247479
- Système universitaire de documentation: 12890903X
- Virtual International Authority File: 4907949
- WorldCat: E39PBJg4qHMvFCG7X9YCtXR9Xd